# Bruno Bušić
Bruno Bušić (ur. 6 października 1939 w Donji Vinjani, zm. 16 października 1978 w Paryżu) – chorwacki pisarz, dziennikarz i polityk, dysydent.

## Życiorys
Ukończył studia na Wydziale Ekonomicznym Uniwersytetu w Zagrzebiu w 1964 roku. Rok później rozpoczął pracę w Instytucie Historii Ruchu Robotniczego (Institut za historiju radničkog pokreta) w Zagrzebiu.
W 1966 roku został w procesie politycznym skazany na 10 miesięcy pozbawienia wolności, lecz uciekł do Austrii. Do kraju powrócił w 1968 roku. W 1969 roku opublikował artykuł Žrtve rata, w którym kwestionował liczbę ofiar II wojny światowej na terenie Chorwacji. Pracował m.in. dla Hrvatskiego Tjednika. W 1972 roku został skazany na dwa lata pozbawienia wolności i karę tę odbywał w Starej Gradišce. W 1975 roku udał się na emigrację.
Został zamordowany w 1978 roku i pochowany na paryskim cmentarzu Père-Lachaise. W 1999 roku jego szczątki zostały przeniesione na zagrzebski Cmentarz Mirogoj.